# Neisseria weixii
Neisseria weixii – nieruchliwy gatunek Gram-ujemnej bakterii odkryty w odbytnicy szczekuszki czarnowargiej. Tworzy ziarniaki występujące w parach (dwoinki) lub w łańcuchach oraz mające średnicę 0,2–0,9 mikrometrów. Kolonie N. weixii są okrągłe i białe, a ich średnica wynosi 1–1,2 mm. Mogą z powodzeniem rosnąć w temperaturze 22–42 °C na agarze z krwią, agarze czekoladowym, pożywce LB, ale nie na agarze MacConkeya. N. weixii fermentuje m.in. glukozę, fruktozę czy sacharozę oraz zdolna jest do redukcji azotanów, wytwarza także katalazę. Gatunek ten jest blisko spokrewniony z Neisseria iguanae, N. perflava oraz N. flavescens.